# 中華民國—沙烏地阿拉伯關係
中華民國與沙烏地阿拉伯王國（亦簡稱沙烏地）於1946—1990年有正式外交關係，沙烏地阿拉伯是中东地区和阿拉伯国家中最后一个与中华民国断交的国家。斷交後，在對方首都互設具大使館功能的代表機構。

## 政治

### 外交

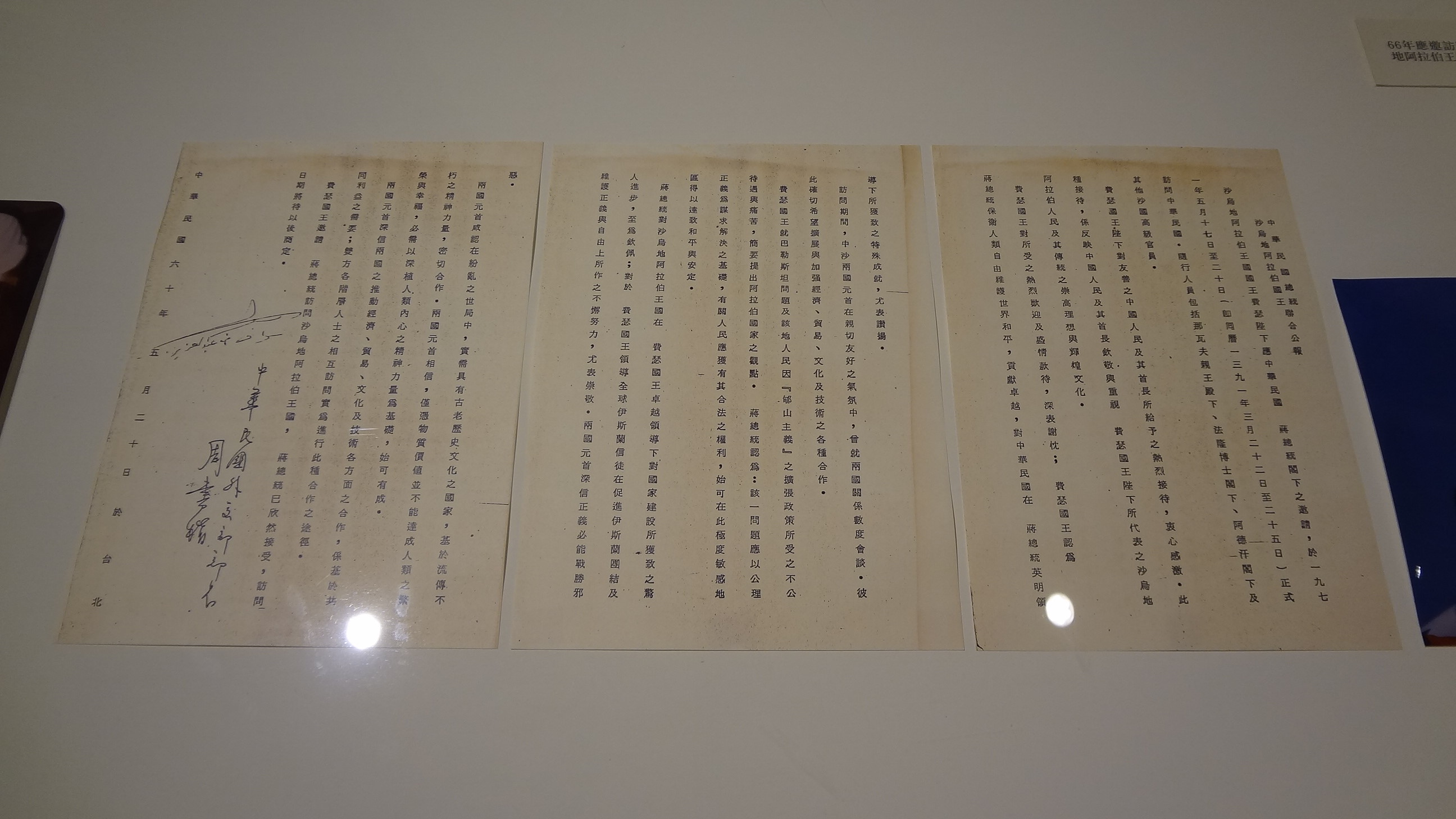
1971年5月20日，中華民國總統與沙烏地阿拉伯國王《聯合公報》。

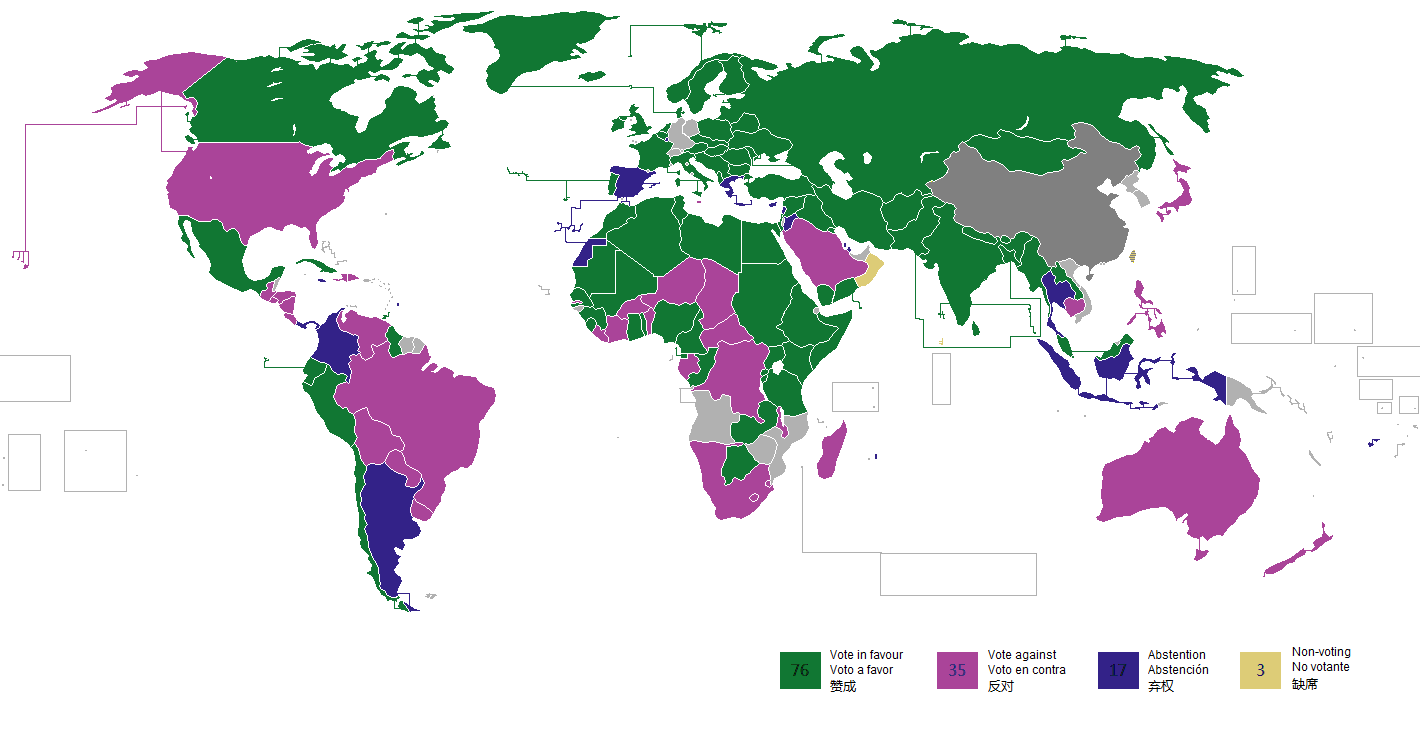
紫色國家表示在1971年的投票中支持中華民國續留聯合國，即《聯合國大會2758號決議》，其中包括沙烏地阿拉伯。

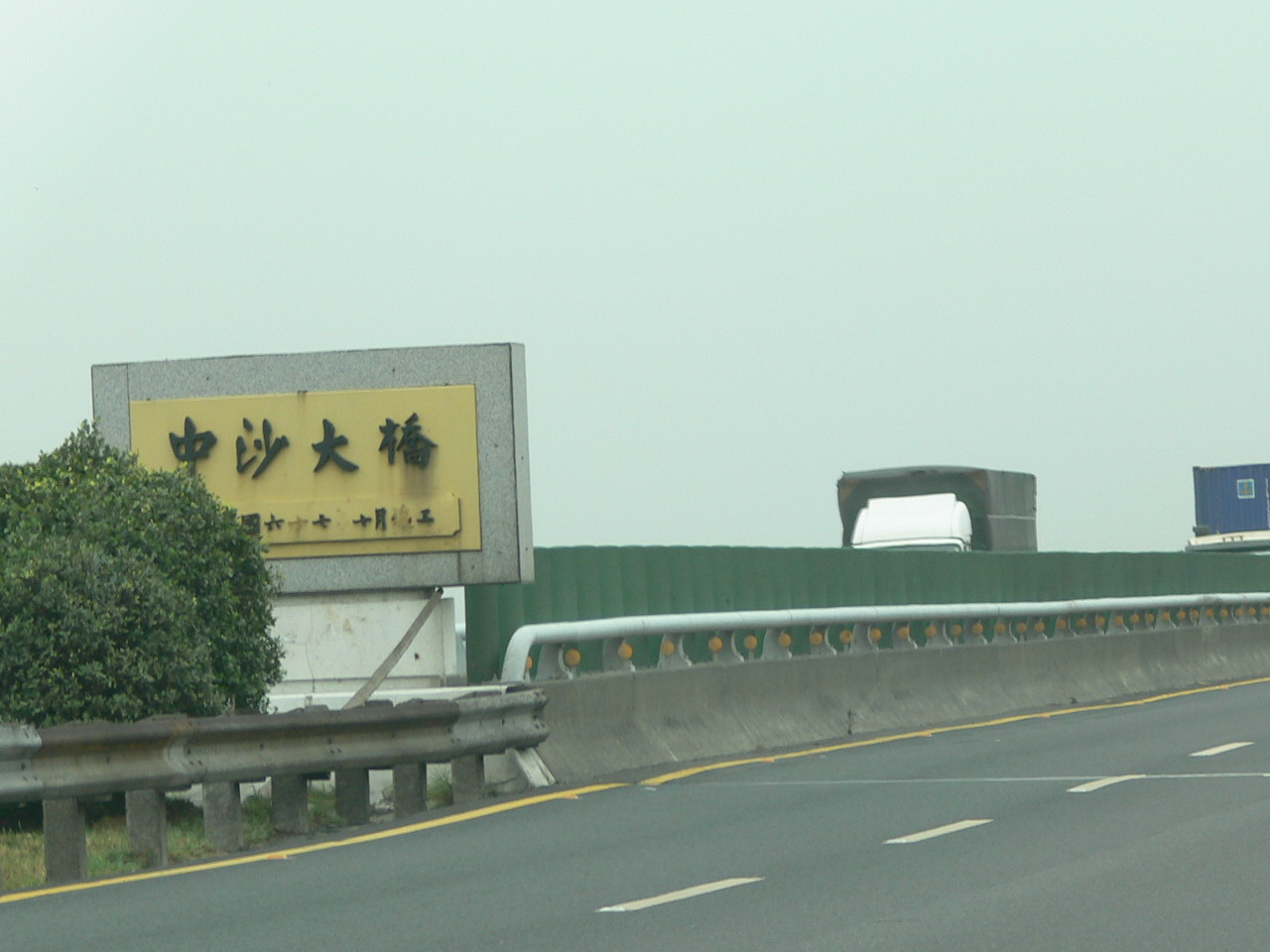
中沙大橋

1939年，中華民國於沙烏地阿拉伯第二大城設立駐吉达领事馆。
1946年11月15日，簽訂《中國沙地阿拉伯友好條約》，建立外交關係。
1949年，中華民國政府遷台後，由於沙烏地阿拉伯為伊斯蘭教政教合一國家、反對共產主義，因此雙方保持友好外交關係。
1950年3月31日，因政府遷台財政困難，裁撤駐吉達領事館。1956年2月26日，中華民國為照顧自中國大陸西北地區逃至沙烏地阿拉伯的穆斯林僑民，恢復駐吉達領事館。
1957年5月30日，於吉达裁撤總領事館，改設立中華民國駐沙烏地阿拉伯王國大使館，並派駐大使。沙烏地駐中華民國大使由駐日本大使兼任。
1957年8月，總統蔣中正任命馬步芳為首任驻沙烏地阿拉伯大使。
1961年8月，馬步芳因逼侄女马月兰为妾的醜聞被召回法辦，但其拒絕回國而自行辭職，後入籍沙烏地阿拉伯，終於1975年7月31日病逝該國。
1966年，在首都臺北設立沙烏地阿拉伯駐中華民國大使館，由駐日本大使兼任，直至1980年始派駐專任大使。
1971年5月17至20日，沙烏地阿拉伯國王費瑟抵台訪問，與總統蔣中正會晤；雙方於同月20日發布《聯合公報》，費瑟邀請蔣介石訪問沙烏地阿拉伯，蔣同意訪問。10月25日，沙烏地阿拉伯在聯合國大會上支持中華民國繼續保有中國代表權，但表決失敗。沙國是唯一支持中華民國的中東國家。但同時沙特阿拉伯也曾主張由中華人民共和國代表中國，中華民國則以「台灣」的名義在聯合國佔有一席，此為「雙重代表權案」；又建議聯合國主持公民投票，由臺灣人民自決臺灣的未來。然而後來卻因為沙烏地阿拉伯強硬的態度，間接導致中華民國退出聯合國。
1970年代，中華民國政府在台灣推行十大建設，其中經費有許多貸款自沙烏地阿拉伯。故將中山高速公路上橫跨濁水溪彰化縣與雲林縣的公路橋命名為中沙大橋以資紀念。
1977年7月，總統嚴家淦訪問沙烏地阿拉伯，是中華民國政府遷台後首次出訪的總統。同年，中華民國榮民工程事業管理處承建穿越阿拉伯高原西緣斷崖的夏爾降坡公路，以及興建吉達港開工。
1984年，應沙烏地阿拉伯政府要求，將大使館遷往首都利雅得，並在吉達重設總領事館。
1990年7月17日，沙烏地阿拉伯派遣特使工業暨電力部長尚密爾抵台向中華民國政府表示，沙烏地阿拉伯與中華人民共和國建交後，與中華民國間互惠互利之各項合作關係仍盼能繼續進行。7月22日，兩國斷交。中華民國外交部長錢復於當日召見沙烏地駐華大使舒海爾（Asaad Abdul Aziz Al-Zuhair），並向沙烏地政府提出4點要求：「對沙國政府此一損害中沙兩國利益之決定，正式向其政府提出嚴重抗議、要求沙國政府對於續留沙國境內之中華民國國民，依照國際慣例給予合法保障及公平待遇、要求沙國政府確保我駐沙大使館及駐吉達總領事館之所有館產、請沙國政府儘速與我就未來中沙關係之調整進行磋商。」
2005年8月3日，中華民國外交部長陳唐山訪問沙烏地阿拉伯，出席法赫德國王之喪禮，並祝賀新王阿布杜拉登基。
2015年1月24日，中華民國外交部政務次長柯森耀率領特使團前往沙國，向新王薩爾曼呈遞中華民國之弔唁及祝賀國書；外交部長林永樂亦於同月26日前往沙烏地阿拉伯駐華商務辦事處，就沙王阿布都拉日前辭世事，代表中華民國政府及人民向沙國政府及人民表達衷心弔唁之意，並在代表塔勒陪同下簽名致哀。

### 代表機構
1990年7月22日，兩國斷交後，於7月29日開始就互設新機構事宜進行磋商，經過5次正式會談達成協議，於1991年1月6日簽署備忘錄。兩國在對方首都設立代表機構，並同意給予新機構及人員特權豁免待遇、保障所有公務使用的動產與不動產之安全。
1991年2月13日，中華民國於利雅德設立具大使館功能的駐沙烏地阿拉伯王國臺北經濟文化代表處，另於第二大城設立代表處吉達分處（2017年7月27日關閉）。
1992年10月14日，沙烏地阿拉伯則於臺北設立類似功能的沙烏地阿拉伯商務辦事處。

#### 事件
1994年11月，駐吉達辦事處長陳武郎在住所運動後突發性腦溢血，送醫急救不治，後將遺體運回台灣安葬。

## 經濟

### 貿易
中華民國對外貿易發展協會（外貿協會）於沙烏地阿拉伯首都利雅德設立台灣貿易中心。經濟部國際貿易署也在利雅德設立駐沙烏地阿拉伯王國代表處經濟組。
沙烏地阿拉伯是中華民國在中东的最大貿易夥伴與最大原油供應國，2022年自沙烏地進口約1億0,084萬桶原油，平均每日約27萬6,300桶，占原油供給來源的33.9%。多年來對沙烏地的貿易均呈現巨額逆差（赤字）。
2019年12月，中華民國對外貿易發展協會董事長黃志芳率團訪問沙烏地阿拉伯。
| 年分 | 貿易總額       | 貿易總額 | 貿易總額 | 出口至沙烏地阿拉伯 | 出口至沙烏地阿拉伯 | 出口至沙烏地阿拉伯 | 自沙烏地阿拉伯進口 | 自沙烏地阿拉伯進口 | 自沙烏地阿拉伯進口 | 順逆差 |
| 年分 | 金額           | 年增減   | 排名     | 金額               | 年增減             | 排名               | 金額               | 年增減             | 排名               | 順逆差 |
| ---- | -------------- | -------- | -------- | ------------------ | ------------------ | ------------------ | ------------------ | ------------------ | ------------------ | ------ |
| 2017 | 7,922,992,477  | ▲12.6%   | 15       | 1,065,969,342      | ▼13.0%             | 26                 | 6,857,023,135      | ▲18.0%             | 9                  | 逆差▲  |
| 2018 | 9,389,435,266  | ▲18.5%   | 14       | 781,104,950        | ▼26.7%             | 30                 | 8,608,330,316      | ▲25.5%             | 8                  | 逆差▲  |
| 2019 | 8,646,287,263  | ▼7.9%    | 13       | 914,731,668        | ▲17.1%             | 28                 | 7,731,555,595      | ▼10.2%             | 10                 | 逆差▼  |
| 2020 | 5,719,747,621  | ▼33.8%   | 16       | 869,249,765        | ▼5.0%              | 27                 | 4,850,497,856      | ▼37.3%             | 12                 | 逆差▼  |
| 2021 | 8,818,468,188  | ▲54.2%   | 16       | 923,265,300        | ▲6.2%              | 30                 | 7,895,202,888      | ▲62.8%             | 12                 | 逆差▲  |
| 2022 | 12,550,218,618 | ▲42.3%   | 15       | 1,046,526,409      | ▲13.4%             | 29                 | 11,503,692,209     | ▲45.7%             | 10                 | 逆差▲  |
| 2023 | 10,140,592,631 | ▼19.2%   | 15       | 999,161,117        | ▼4.5%              | 28                 | 9,141,431,514      | ▼20.5%             | 10                 | 逆差▼  |
| 2024 | 9,401,444,582  | ▼7.3%    | 17       | 955,007,511        | ▼4.4%              | 31                 | 8,446,437,071      | ▼7.6%              | 10                 | 逆差▼  |

2023年的兩國貿易項目如下：
出口至沙烏地的前10大項目為：小客車與其他主要設計供載客之機動車輛；多元羧酸及其酐、鹵化物、过氧化物與过氧酸，其鹵化、磺化、硝化或亞硝化衍生物；機動車輛所用之零件與附件；鋼鐵製螺釘、螺栓、螺帽、螺旋鈎、車用螺釘、鉚釘、橫梢、開口梢、墊圈與類似製品；熱軋之铁或非合金鋼扁軋製品；自行車或機動車輛用之電氣照明或信號設備、擋風板刮刷器、去霜或去霧器；合成纖維絲紗梭织物；經護面、鍍面或塗面之铁或非合金鋼扁軋製品；不鏽鋼扁軋製品；電話機（包括智能手机），以及其他傳輸或接收聲音、圖像之有線或无线网络通訊器具等。
自沙烏地進口的前10大項目為：石油原油與自瀝青質礦物提出之原油；石油氣與其他氣態碳氫化合物；無水氨或氨水溶液；非環醇及其鹵化、磺化、硝化或亞硝化衍生物；醚、醚醇、醚酚、醚醇酚、過氧化醇、過氧化醚、過氧化酮及其鹵化、磺化、硝化或亞硝化衍生物；乙烯之聚合物；铜廢料與碎屑；铁或非合金鋼之半製品；具有三員環之環氧化物、環氧醇、環氧酚與環氧醚及其鹵化、磺化、硝化或亞硝化衍生物；未經塑性加工铝等。

### 投資
臺商在沙烏地阿拉伯的投資受限於地理位置遙遠，以及獨特的宗教、文化與政治環境，雙邊投資遠不及貿易往來密切，僅有少數公司在沙烏地設立生產或銷售據點。
根據中華民國經濟部投資審議司統計，截至2022年，臺商赴沙烏地阿拉伯總投資金額約1,946.9萬美元，計有12件；沙烏地阿拉伯赴臺灣總投資金額約791.7萬美元，計有12件。臺商的主要投資項目有：礦業與土石採取業、纺织业、印刷與資料媒體儲存製造業、基本金屬製造業、營造業、金融保險業等。
台灣肥料公司於1980年與沙烏地基礎工業公司合作成立朱拜爾肥料公司，雙方各出資50%，合約至2033年。中鼎工程在沙烏地經營多年，自數年前開始獲得主包商包括設計、採購、建造等統包案，近期為擴展工程業務，已於第2大城吉达設立辦公室。東元電機與當地經銷商於達曼設立合資公司，投資約3,000萬美元興建的电动机新廠是臺商近年在沙烏地最大投資案，也是首個在沙烏地投資設廠石化業用电动机的外商。微星科技、華碩電腦於首都利雅德設立據點，大同公司則於東部省設立據點。亦有臺商於利雅德、吉達經營餐廳，總投資金額約4,000萬美元。
截至2023年，在沙烏地阿拉伯無臺商或僑商組織，亦無臺灣的金融機構。

### 會展
舉辦臺沙經濟技術合作會議（至2014年已舉辦第22屆）、臺沙經濟論壇（原名中沙經濟聯席會議、臺沙經濟聯席會議，2023年更為現名並舉辦第5屆）。

### 技術團
駐沙烏地阿拉伯技術團是由農業技術服務團、漁業技術團、交通技術服務團合併而成。

#### 農漁業
農業技術服務團是根據1978年8月簽署的《農業水利方面合作協議書》，1979年2月由中華民國政府派遣34位農業及水利專業技術人員，以應聘方式分派到沙烏地阿拉伯環境、水暨農業部有關單位服務，以配合沙國經濟建設之發展。
漁業技術團是根據1979年9月簽署的《養殖淡水魚計畫協議書》，在1980年11月成立於紹德國王大學農學院第拉普農場。當時的執行機構為台灣省水產試驗所及沙國國家科技中心（1986年改稱為阿布都阿澤國王科技城或簡稱老王科技城）。1988年1月第六屆中沙經濟技術合作會議時，簽署《中沙科技合作協定》，自此漁業計畫亦包括在該合作協定。
第九屆中沙經濟技術合作會議，雙方同意將養殖技術擴及濱海地區，惟因雙方斷交而尚無進展，經農技、漁技團之居間聯絡，行政院國家科學委員會同意以專家短期互訪之方式開啟技術合作計畫。
農技團、漁技團於1997年7月合併更名為駐沙烏地阿拉伯技術團。
2012年，由沙烏地阿拉伯政府出資，委請「國家土地政策訓練中心」代訓其農業相關人員，計畫項目包括「休閒農業」、「海水魚繁養殖」及「畜牧生產－乳牛及家禽」。

#### 其他
交通技術服務團是根據1978年6月簽署的《道路暨運輸方面合作之協議書》辦理，於1999年併入駐沙烏地阿拉伯技術團。
技術團還曾包括印製團、電力團，以協助沙烏地印製政府文件、電力建設規劃。此外，該國關稅事務人員、商品檢驗人員、印製人員均定期分批抵台受訓。中華民國經濟部標準檢驗局與沙烏地阿拉伯標準度量衡品質局（Saudi Arabian Standards Organization, SASO）也持續進行檢驗訓練合作案，並派遣專家赴沙烏地授課。

## 交流

### 軍事
中華民國空軍從1979年開始每年派遣近百名現役飛行員和地勤人員以沙烏地阿拉伯軍人的身份軍援葉門阿拉伯共和國的祕密計劃，一直到1990年，南北葉門統一，大漠計畫才结束，中華民國空軍共在12年之間派出700多位人員。

### 宗教
中華民國回教朝覲團每年組團前往沙烏地阿拉伯聖地麥加朝覲。曾出席國王晚宴，也曾會見國王、麥加省總督、吉達郡長、朝覲部長等政要。
1988年5月27日，總部設於麥加的世界穆斯林聯盟秘書長納西夫應中華民國政府與中國回教協會邀請抵台訪問。期間會見內政部次長王善旺、主持臺中清真寺破土典禮，並瞭解台灣的穆斯林活動。
2017年1月，總部設於利雅德的標準組織秘書長Nabail Molla抵台訪問並舉辦研討會，就海灣阿拉伯國家标准化與清真認證制度進行交流。

### 學術
2004年3月，世界穆斯林聯盟首次在臺北舉辦「國際伊斯蘭研討會」，會議主題為「伊斯蘭在東亞－文明與現代化」，由秘書長凃奇（Abdullah Al-Turki ）主持會議，中華民國外交部長簡又新致歡迎詞。
2015年4月，世界穆斯林聯盟在臺北舉辦「穆斯林少數族群及當前挑戰」國際學術研討會。
2023年12月，駐臺灣的沙烏地阿拉伯商務辦事處與中華民國國家圖書館合辦「世界阿拉伯語日及阿拉伯语：詩歌和藝術的語言」展覽，展出阿拉伯文化相關古籍、服飾、文物、當代書籍，並介紹阿拉伯文学與重要詩人。2024年6月，駐臺代表艾德爾致贈20冊阿拉伯文書籍予國家圖書館。
中華民國政府提供獎學金給予沙烏地阿拉伯職訓學生就讀台灣的大學；沙烏地也派遣教師在台灣的大學教授阿拉伯文及阿拉伯文化，或派遣技職全額公費生在台就讀。

### 體育
1988年7月1日，沙烏地阿拉伯籃球協會會長塔拉親王抵台訪問。期間會見行政院副院長連戰、外交部政務次長金樹基、教育部政務次長趙金祁等政府官員，並參加威廉·瓊斯盃國際籃球邀請賽男子組開幕典禮。

## 協定
| 日期           | 簽署                                                                                              | 備註                          |
| -------------- | ------------------------------------------------------------------------------------------------- | ----------------------------- |
| 1946年11月15日 | 《中國沙地阿拉伯友好條約》                                                                          | 條約稱呼沙地阿拉伯 以下簡稱中沙 |
| 1964年5月10日  | 《中沙關於農業技術合作之換文》                                                                    |                               |
| 1971年12月21日 | 《中華民國經濟部與沙烏地阿拉伯王國農業水利部間關於在沙國水稻育種暨栽培協定》                      |                               |
| 1974年10月31日 | 《中沙關於南北高速公路計劃貸款合約》                                                              | [ 註 3 ]                      |
| 1975年2月27日  | 《中沙空運臨時協定》                                                                              |                               |
| 1975年5月10日  | 《中沙文化協定》                                                                                  |                               |
| 1976年5月3日   | 《中沙電力技術服務合約》                                                                          |                               |
| 1976年12月25日 | 《中沙關於鐵路電氣化計劃貸款合約》                                                                | [ 註 4 ]                      |
| 1976年12月28日 | 《中沙農業合作協定》                                                                              | [ 註 5 ]                      |
| 1977年4月17日  | 《中沙空運協定》                                                                                  |                               |
| 1978年3月17日  | 《中沙電信建設計畫貸款合約》                                                                      |                               |
| 1978年6月14日  | 《中沙道路暨運輸方面合作之協議書》                                                                | [ 註 6 ]                      |
| 1978年7月15日  | 《中沙科技合作備忘錄》                                                                            | [ 註 7 ]                      |
| 1978年8月31日  | 《中沙農業水利方面合作協議書》                                                                    |                               |
| 1979年4月6日   | 《中沙醫療合作計畫備忘錄》                                                                        | [ 註 8 ]                      |
| 1979年9月17日  | 《中沙聯合在沙國養殖淡水魚計畫協議書》 《中沙聯合在沙國製造單細胞蛋白質計畫協議書》               |                               |
| 1980年12月5日  | 《中沙輸變電計畫貸款合約》                                                                        |                               |
| 1983年5月8日   | 《中沙印製技術合作契約》                                                                          | [ 註 9 ]                      |
| 1984年5月20日  | 《中華民國與沙烏地阿拉伯王國沙烏地開發基金臺北市區地下鐵路工程計畫貸款合約》                      |                               |
| 1986年2月18日  | 《中華民國郵政總局與沙烏地阿拉伯王國郵政總局間國際快捷郵件服務備忘錄》                            |                               |
| 1986年5月6日   | 《中華民國民航局與沙烏地阿拉伯民航局間空運協定備忘錄》                                            |                               |
| 1987年8月10日  | 《中華民國經濟部商品檢驗局與沙烏地阿拉伯標準局間商品檢驗技術合作協議書》                          | [ 註 10 ]                     |
| 1988年10月4日  | 《中華民國行政院衛生署與沙烏地阿拉伯老王大學間醫療合作換文》                                      |                               |
| 1993年2月14日  | 《中華民國台灣電力公司與沙烏地阿拉伯王國電力公司間電力合作契約》                                  |                               |
| 2000年10月31日 | 《台北經濟部與利雅德財經部間促進暨保障投資備忘錄》 《利雅德商工總會與中華民國工商協進會合作協議》 | [ 註 11 ]                     |
| 2013年6月4日   | 《中沙關於洗錢與資助恐怖主義金融情資交換合作瞭解備忘錄》                                          | [ 註 12 ]                     |
| 2014年         | 《沙烏地阿拉伯標準度量衡品質局與台灣電子檢驗中心相互承認計畫》                                    | [ 14 ]                        |
| 2016年9月25日  | 《經濟部標準檢驗局與標準組織技術合作瞭解備忘錄》                                                  | [ 46 ]                        |
| 2019年12月1日  | 《中華民國對外貿易發展協會與麥加商工會合作備忘錄》                                                | [ 26 ]                        |
| 2020年12月2日  | 《避免所得稅雙重課稅及防杜逃稅協定》                                                              | [ 註 13 ] [ 47 ]              |

## 簽證

持中華民國護照的中華民國國民簽證要求分布圖：入境沙烏地阿拉伯可以電子簽證。

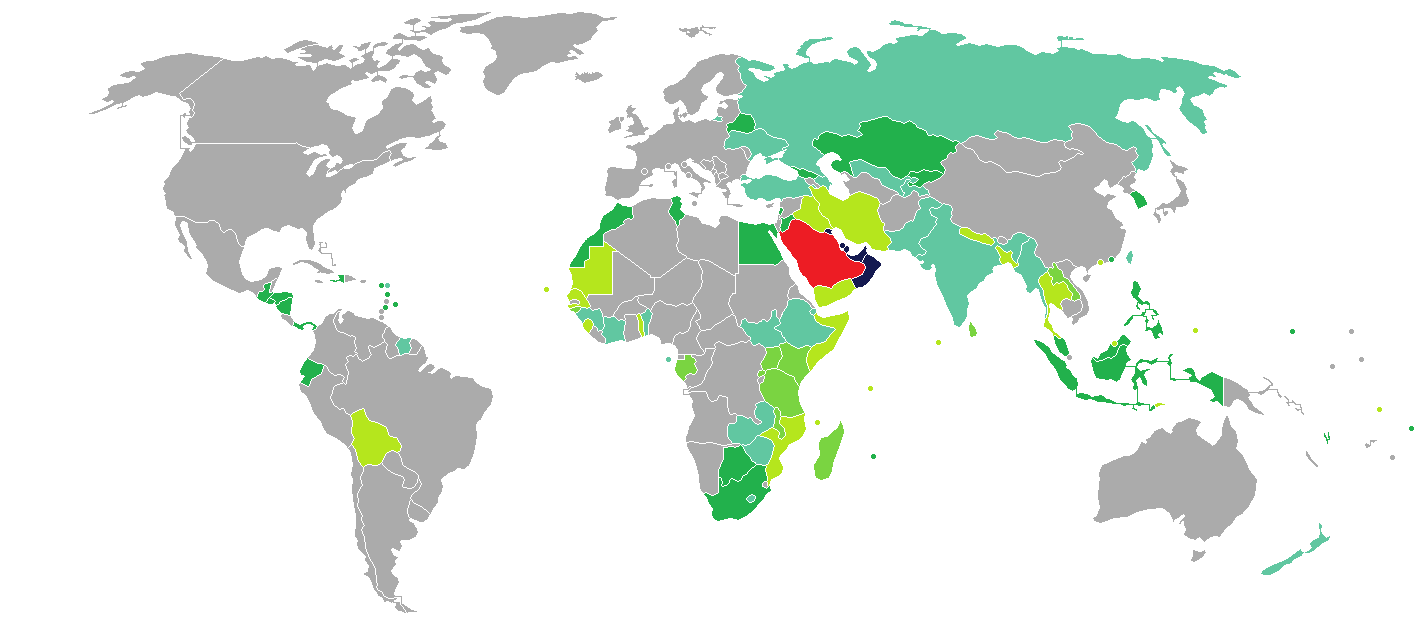
持沙烏地阿拉伯護照的沙烏地國民簽證要求分布圖：入境中華民國可以電子簽證。

兩國國民皆須申請簽證方可入境對方國家。持有中華民國護照的中華民國國民前往沙烏地阿拉伯觀光需事先上網申請電子簽證，停留最多90天。伊斯兰教的穆斯林申請朝覲簽證，可透過駐臺的沙烏地阿拉伯商務辦事處提出申請，副朝覲簽證不可延期。經沙烏地轉機停留12－96小時，需申請過境簽證，搭乘沙烏地國籍航空（SAUDIA及Flynas）可獲免費過境簽證，停留最多96小時。
持沙烏地阿拉伯護照的沙烏地國民也可以電子簽證入境中華民國，停留最多30天並不得延期。

## 交通

### 航空

#### 客運
1980年代，中華航空曾有經營台北中正國際機場（現名臺灣桃園國際機場）↔沙烏地吉達國際機場、達蘭國際機場的航線，但在1990年斷交後廢除，迄今不曾恢復。
兩國無直航班機，可經由（不計航點遠近，截至2023年6月21日）：
- 臺北→廣州、烏魯木齊[註 14]（*季節性飛沙烏地）、首爾-仁川、馬尼拉、新加坡、吉隆坡、檳城*、曼谷、雅加達、德里、杜拜、伊斯坦堡、倫敦、巴黎、羅馬、米蘭、慕尼黑、法蘭克福、阿姆斯特丹、維也納、布拉格（2023年7月18日開航臺北）*、紐約、洛杉磯，再轉機前往沙烏地阿拉伯的國際機場（英语：List of airports in Saudi Arabia）。
- 臺中→廣州、首爾-仁川→沙烏地。
- 高雄→廣州、首爾-仁川、馬尼拉、新加坡、吉隆坡、曼谷→沙烏地。
- 花蓮→首爾-仁川（包機飛花蓮）→沙烏地。

### 駕車
持有中華民國國際駕駛執照可在沙烏地租車，並以本國駕照申請更換沙烏地駕照。

## 外部連結
| - 中華民國外交部－沙烏地阿拉伯王國簡介 （页面存档备份，存于） - 駐沙烏地阿拉伯王國台北經濟文化代表處（Facebook、Twitter） - 外交部領事事務局－國外旅遊警示分級表 - 中華民國衛生福利部－國際旅遊疫情建議等級 - 中華民國國際經濟合作協會 （页面存档备份，存于） - 利雅德臺灣貿易中心 | - 沙烏地阿拉伯商務辦事處（Facebook） |